# 布兰肯霍夫
布兰肯霍夫（德語：Blankenhof）是德国梅克伦堡-前波美拉尼亚州的市镇，隶属于梅克伦堡湖区县。总面积为18.23平方千米，截至2023年12月31日总人口为707人。